# Luigi Antonini
Luigi Antonini (Vallata, 11 settembre 1883 – New York, 30 dicembre 1968) è stato un sindacalista, giornalista, editore, antifascista italiano naturalizzato statunitense. Fu editore di giornali e leader del movimento operaio negli Stati Uniti.

## Le origini italiane
Luigi Antonini nacque a Vallata in provincia di Avellino nel 1883. Il padre Pietro Valerio Antonini (nato a Gaggiano, Milano nel 1848) era un maestro milanese arrivato per insegnare nella scuola del paese; a Milano aveva studiato al conservatorio con Giuseppe Verdi e aveva suonato l'organo nel suo duomo. La famiglia Antonini aveva solide tradizioni liberali e risorgimentali, contando tra i suoi membri il generale Giacomo Antonini che aveva combattuto con Napoleone e quindi con i Savoia. La madre Maria Francesca Netta (nata a Vallata nel 1853) apparteneva invece alla piccola nobiltà locale.
Alla morte prematura della consorte nel 1892, Pietro Valerio tornò con i sette figli nel Nord Italia. Luigi frequentò le scuole di Tortona in Piemonte e tra il 1902 e il 1906 prestò servizio come fante nell'esercito italiano.

## L'arrivo negli Stati Uniti
Nel 1908 Luigi Antonini e il fratello Paolo si trasferirono a New York. Come tanti italiani, Luigi iniziò la sua vita americana adattandosi alle varie offerte di lavoro. Lavorò in un tabacchificio, poi in una ditta di pianoforti, infine in una fabbrica di camicie a Manhattan. Il contatto con il duro lavoro quotidiano trasformò presto Luigi in un attivo difensore dei diritti dei lavoratori, in un'epoca in cui il sindacato, già affermatosi in Europa, era ancora ai suoi primordi negli Stati Uniti.
Luigi Antonini legò per la prima volta il suo nome al sindacato durante lo sciopero degli operai tessili del 1913 come membro della Ladies Garment Workers Union (ILGWU), un'organizzazione sindacale fondata nel 1900 a New York. La sua oratoria e la sua passione lo trasformarono in poco tempo nel paladino dei lavoratori italiani e in un rappresentante autorevole del sindacato tessile. Grazie al suo attivismo l'anno successivo nel 1914 fu eletto nel consiglio esecutivo del ILGWU.
Antonini comprese ben presto l'importanza che la stampa poteva avere nella lotta sindacale. Nel 1916 divenne il redattore del periodico in lingua italiana L'Operaia, che promosse la sindacalizzazione delle operaie italiane, aumentando in modo significativo la loro adesione al ILGWU. Fondò anche l'edizione italiana del periodico del ILGWU, Giustizia.

## Tra le due guerre
Nel 1919 i lavoratori italiani costituirono una sezione autonoma all'interno dell'ILGWU, cui si diede il nome di "Local 89" (il numero 89 era un riferimento all'anno della rivoluzione francese). Il peso di "Local 89", con i suoi 25.000 membri su un totale di 45.000 aderenti dell'ILGWU, divenne così rilevante che Antonini fu nominato nel 1925 vicepresidente (e dal 1936 Primo vicepresidente) dello stesso ILGWU, una carica che egli mantenne per i successivi 30 anni fino al 1967.

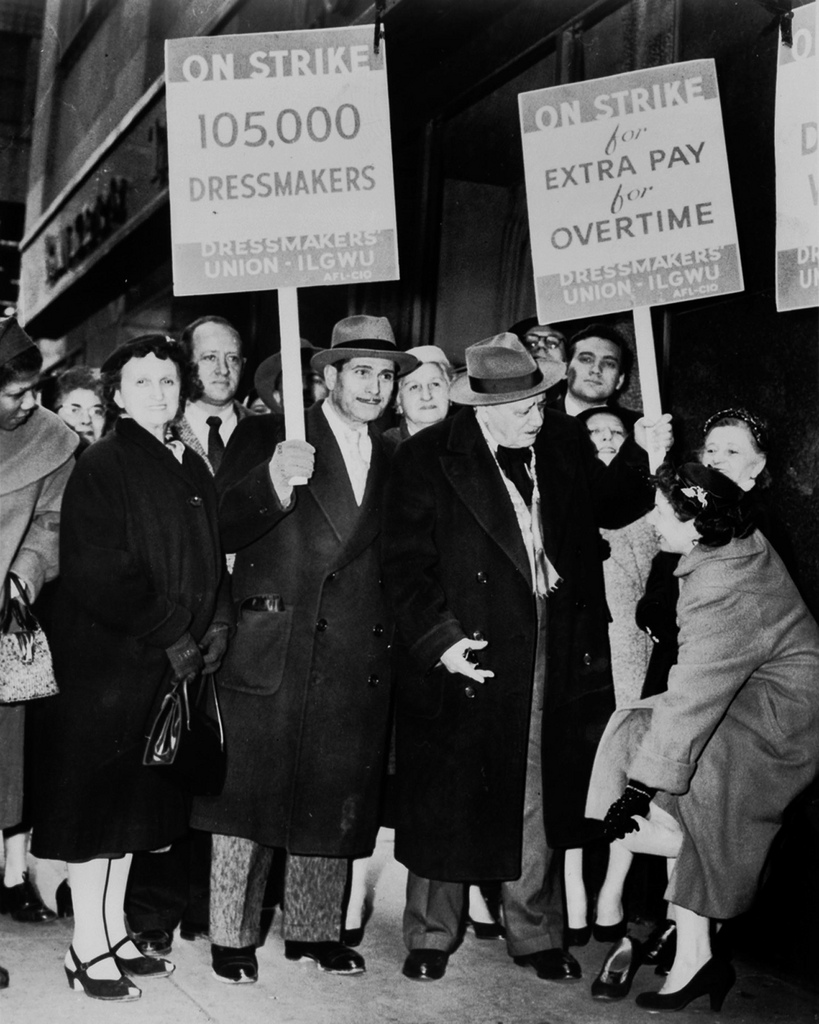
Luigi Antonini, durante uno sciopero dei lavoratori delle sartorie, parla con una manifestante dal piede dolorante.

Antonini divenne sempre più un portavoce dell'intera comunità italo-americana su questioni che andavano al di là delle rivendicazioni sindacali, affrontando più ampie questioni politiche. La Voce della Locale 89, un programma radiofonico di musica e politica condotto dal 1934 dallo stesso Antonini, gli permise di raggiungere il grande pubblico e gli dette ampia popolarità. Divenne anche il pulpito dal quale Antonini attaccò il fascismo e si batté per la tolleranza razziale, anche se questo lo poneva in contrasto con larghi settori della stessa comunità italoamericana. Antonini fu un sostenitore del presidente democratico Franklin Delano Roosevelt, ma a New York appoggiò l'elezione del sindaco repubblicano Fiorello La Guardia, anch'egli italo-americano, contro l’establishment democratico locale, controllato da Generoso Pope il quale era schierato a favore del regime mussoliniano.
Nel 1936 Antonini fu uno dei fondatori del partito laburista americano (ALP), e fu eletto segretario del partito nello Stato di New York. Se ne distaccò tuttavia quando a suo giudizio esso assunse posizioni troppo massimaliste; fondò allora con altri leader sindacali l'influente Liberal Party di New York. Local 89 rimase però sempre al centro della sua attività, raggiungendo nel 1940 i 35.000 associati.
Crebbe anche in quegli anni la rinomanza internazionale di Antonini. Nel 1935, fu chiamato a rappresentare il movimento operaio americano a Bruxelles, in Belgio. Nel 1939 partecipò al Congresso Pan-Americano per la democrazia a Montevideo, in Uruguay.
Durante la seconda guerra mondiale, Antonini fu risoluto nel sostegno allo sforzo bellico degli Stati Uniti e fermo nella sua condanna del fascismo. Nel dicembre 1941, pochi giorni dopo l'attacco di Pearl Harbor, fu il principale fondatore dell'"Italia-American Labor Council" (IALC), che sotto la sua presidenza, con oltre 300.000 lavoratori iscritti, si adoperò ad aiutare l'America a vincere la guerra e il popolo italiano a riconquistare la loro libertà dalla dittatura fascista. Già il 31 gennaio del 1942 organizzò il "Freedom Rally" al Madison Square Garden, cui parteciparono oltre 2.000 persone, per dimostrare la lealtà degli italo-americani alla causa americana. Lo IALC aiutò anche gli italiani d'America a non subire totalmente l'emarginazione sociale a causa della belligeranza tra le due nazioni. Grazie al suo attivismo, almeno seicentomila italo-americani furono esentati dai campi di internamento e dall'allontanamento dal lavoro e dalle loro residenze. Lo stesso IALC finanziò i movimenti di resistenza antifascisti e pagò le spese per sostenere i numerosi rifugiati antifascisti dall'Italia.
Attento alle problematiche politiche, e divenuto membro dell’Anglo-American Trade Union Committee, Antonini diede vita nel 1943 al "Four Freedom Award", creato per onorare i servizi meritori resi alla causa della libertà nel mondo, insignendo dell'importante riconoscimento Roosevelt, Truman e il giudice di Corte Suprema Francis Biddle (primo destinatario di questo premio).

## Dopo la seconda guerra mondiale
Già nel 1944 Antonini fu scelto dalla Federazione americana del lavoro (AFL) per andare nell'Italia liberata come membro del comitato sindacale anglo-americano per assistere i lavoratori italiani alla ricostruzione di libere associazioni sindacali.
Antonini aiutò concretamente i suoi connazionali in Italia durante i difficilissimi anni del Secondo Dopoguerra. Chiamato a perorare la causa italiana, partecipò alla Conferenza di pace di Parigi del 1947 battendosi per un trattamento equo nelle condizioni postbelliche. Antonini sposò anche la causa degli orfani di guerra e contribuì con il suo sostegno alla nascita e alla crescita del Roosevelt Institute, scuola per orfani voluta a Palermo in onore dello scomparso presidente statunitense.
La raccolta e l'invio in Italia di denaro, medicine, cibi, abiti e altri generi di prima necessità e conforto gli guadagnarono il rispetto di numerosi esponenti politici italiani, dai presidenti De Nicola, Einaudi e Gronchi ai presidenti del Consiglio De Gasperi, Scelba e Segni.
Gli anni cinquanta videro l'avellinese impegnato come delegato dell’American Federation of Labor (di cui era divenuto presidente) alla Conferenza di Milano del 1951. Nel 1956 guidò una delegazione di rappresentanti sindacali in Italia e in Israele. Fu in quell'occasione che lo stadio di Haifa prese il suo nome in onore delle sue battaglie per i diritti dei lavoratori.
Decorato dalla Repubblica italiana con la Stella della solidarietà di seconda e prima classe, insignito del titolo di commendatore e di grand'ufficiale della Repubblica, Antonini si guadagnò anche una medaglia d'oro dalla città di Trieste, il titolo di cavaliere e grand'ufficiale della Repubblica di San Marino e una medaglia d'oro dalla Regione Siciliana, oltre a ottenere la cittadinanza onoraria di Molinella. Nel 1963, In occasione del suo ottantesimo compleanno, all'esponente di spicco del movimento dei lavoratori vennero date la chiavi della città di New York e per quel giorno la Seventh Avenue cambiò il suo nome in Luigi Antonini Avenue.
Antonini rimase attivo nel sindacato fino alla sua morte nel 1968.

## Scritti di Luigi Antonini
- Dynamic democracy  (New York, 1947)
- Thirtieth anniversary italian dressmakers' union local 89, I.L.G.W.U. (New York, 1949)
- La parola del popolo : cinquantesimo anniversario, 1908-1958 (Chicago, 1959)